# Callulops slateri
Callulops slateri är en groddjursart som först beskrevs av Arthur Loveridge 1955.  Callulops slateri ingår i släktet Callulops och familjen Microhylidae. IUCN kategoriserar arten globalt som livskraftig. Inga underarter finns listade.